# Trivalvaria costata
Trivalvaria costata là loài thực vật có hoa thuộc họ Na. Loài này được Nathaniel Wallich đề cập tới trong danh sách chép tay của ông với danh pháp Uvaria costata và được Joseph Dalton Hooker & Thomas Thomson miêu tả khoa học đầu tiên năm 1855 dưới danh pháp Guatteria costata. Năm 2009 Ian Mark Turner chuyển nó sang chi Trivalvaria.

## Phân bố
Loài này có ở quần đảo Andaman, Bangladesh, Hải Nam, Lào, Malaysia bán đảo, Myanmar, quần đảo Nicobar, Thái Lan, Việt Nam.
Các tên gọi trong tiếng Việt có: ran rừng, nhọc đen, lèo heo, quần đầu ít tâm bì.

## Mô tả
Cây bụi hoặc cây gỗ nhỏ, cao đến 5 m. Các cành có lông tơ từ dày đặc đến rất thưa thớt khi còn non, nhẵn nhụi. Cuống lá 2–10 mm, từ có lông tơ dày dặc đến nhẵn nhụi; phiến lá hình trứng ngược đến hình elip đến thuôn dài hình trứng, 6-25 × 2–9 cm, có màng đến giống da mỏng, phía xa trục có lông tơ từ thưa thớt đến dày dặc, phía gần trục nhẵn nhụi hoặc hiếm khi có lông tơ, đáy hình nêm đến thuôn tròn nhiều hay ít, gân giữa dẹp gần trục, các gân bên phía gần trục mờ nhạt đến không rõ ràng. Cụm hoa mọc ở ngoài nách lá hoặc đôi khi mọc đối lá, hiếm khi từ các cành già, thường trên trục gỗ có vết vảy của các hoa trước đó, kiểu 1 hoặc 2 hoa; lá bắc 1 hoặc 2, hình tam giác đến hình trứng, 1,5-3 (-5) mm. Hoa đa tạp (đực và lưỡng tính). Cuống hoa 2-5 (-8) mm, có lông tơ. Chồi 2,5-5 (-8) mm. Lá đài hình tam giác đến hình trứng rất rộng, 2-3,5 × 1,5–4 mm, bên ngoài có lông tơ dày dặc, đỉnh nhọn đến tròn. Cánh hoa màu trắng đến màu vàng nhạt bẩn, xếp lợp, hình mũi mác hay mác ngược, hình trứng hẹp đến hình tam giác rộng, 2-8 (-12) × 1-4,5 mm, tỏa rộng, mé ngoài có lông tơ, mé trong nhẵn nhụi; các cánh hoa bên trong hình trứng ngược đến hình mũi mác, 4-12 × 1–4 mm, đỉnh tròn đến nhọn. Hoa đực: đế hoa hình nón; nhị hoa nhiều, 1,3-2,6 mm; đỉnh mô liên kết giống như khiên, đôi khi hình lưỡi trên các nhị hoa bên ngoài, nhẵn nhụi hoặc lông măng dày đặc. Hoa lưỡng tính: đế hoa hình trụ; nhị hoa nhiều; lá noãn 2-10, rậm lông; nhụy hoa có lông tơ. Cuống quả 3-5 (-8) mm; cuống đơn quả 1–6 mm; đơn quả đến 5, đôi khi có phấn, quả chín màu đỏ, hình elipxoit đến thuôn dài, 10-28 × 5–11 mm, lông tơ thưa, phát triển kích thước vừa phải, với rãnh dọc chu vi.